# دائرة الحدادة
دائرة الحدادة دائرة في ولاية سوق أهراس. مركزها بلدية الحدادة.
دائرة الحدادة درائرة من ولاية سوق أهراس تقع في شرق الولاية يحدها من الشرق تونس من الغرب المراهنة من الشمال الخضارة وأولاد مومن تعرف بطابعها الزراعي.